# Uerkheim
Uerkheim est une commune suisse du canton d'Argovie, située dans le district de Zofingue.

Vue aérienne de 2000 m par Walter Mittelholzer (1923).